# Bommiers
Bommiers és un municipi francès, situat al departament de l'Indre i a la regió de Centre – Vall del Loira. L'any 2021 tenia 312 habitants.

## Demografia

### Població
El 2007 la població de fet de Bommiers era de 283 persones. Hi havia 117 famílies, de les quals 35 eren unipersonals (23 homes vivint sols i 12 dones vivint soles), 27 parelles sense fills, 43 parelles amb fills i 12 famílies monoparentals amb fills.
La població ha evolucionat segons el següent gràfic:
Habitants censats

### Habitatges
El 2007 hi havia 158 habitatges, 120 eren l'habitatge principal de la família, 27 eren segones residències i 12 estaven desocupats. 156 eren cases i 2 eren apartaments. Dels 120 habitatges principals, 103 estaven ocupats pels seus propietaris, 14 estaven llogats i ocupats pels llogaters i 4 estaven cedits a títol gratuït; 1 tenia una cambra, 3 en tenien dues, 18 en tenien tres, 30 en tenien quatre i 68 en tenien cinc o més. 82 habitatges disposaven pel capbaix d'una plaça de pàrquing. A 47 habitatges hi havia un automòbil i a 64 n'hi havia dos o més.

### Piràmide de població
La piràmide de població per edats i sexe el 2009 era:
| Homes | Edats   | Dones |
| ----- | ------- | ----- |
| 0     | 95 o +  | 0     |
| 0     | 90 a 94 | 0     |
| 0     | 85 a 89 | 0     |
| 4     | 80 a 84 | 0     |
| 4     | 75 a 79 | 4     |
| 8     | 70 a 74 | 12    |
| 8     | 65 a 69 | 8     |
| 8     | 60 a 64 | 16    |
| 16    | 55 a 59 | 8     |
| 4     | 50 a 54 | 8     |
| 4     | 45 a 49 | 4     |
| 16    | 40 a 44 | 8     |
| 12    | 35 a 39 | 12    |
| 8     | 30 a 34 | 12    |
| 4     | 25 a 29 | 4     |
| 4     | 20 a 24 | 0     |
| 8     | 15 a 19 | 12    |
| 4     | 10 a 14 | 4     |
| 12    | 5 a 9   | 4     |
| 16    | 0 a 4   | 4     |

## Economia
El 2007 la població en edat de treballar era de 182 persones, 133 eren actives i 49 eren inactives. De les 133 persones actives 124 estaven ocupades (66 homes i 58 dones) i 9 estaven aturades (3 homes i 6 dones). De les 49 persones inactives 24 estaven jubilades, 10 estaven estudiant i 15 estaven classificades com a «altres inactius».

### Ingressos
El 2009 a Bommiers hi havia 123 unitats fiscals que integraven 302 persones, la mediana anual d'ingressos fiscals per persona era de 15.922 €.

### Activitats econòmiques
Dels 8 establiments que hi havia el 2007, 1 era d'una empresa de fabricació d'elements pel transport, 2 d'empreses de fabricació d'altres productes industrials, 1 d'una empresa de construcció, 1 d'una empresa d'hostatgeria i restauració, 1 d'una empresa de serveis i 2 d'entitats de l'administració pública.
Dels 2 establiments de servei als particulars que hi havia el 2009, 1 era una fusteria i 1 restaurant.
L'any 2000 a Bommiers hi havia 22 explotacions agrícoles.

## Poblacions més properes
El següent diagrama mostra les poblacions més properes.